# At Last!
At Last! es el primer álbum de estudio de la artista estadounidense de blues y soul Etta James. Publicado en Argo Records en noviembre de 1960, el álbum fue producido por Phil y Leonard Chess. At Last! alcanzó el puesto 12 en la lista Billboard llamada Top Catalog Albums.
At Last! se clasificó en el puesto 119 del listado elaborado por la revista Rolling Stone con los 500 mejores álbumes de todos los tiempos. Fue clasificado también como el 62.º mejor álbum de la década de 1960 por la revista Pitchfork.

## Historia
At Last! fue publicado por primera vez como un LP en formato de 12 pulgadas que constaba de diez pistas, cinco canciones en cada cara del LP. Phil y Leonard Chess creían que la voz de James tenía el potencial de traspasar a las listas de música pop, así que en este álbum debut respaldaron su voz con arreglos orquestales en muchas de las pistas. At last! dio para lanzar cuatro singles independientes que "All I Could Do Was Cry", "Trust in Me", "At last" y "My Dearest Darling". El álbum también incluyó versiones de algunos estándares del pop y el jazz, como "Stormy Weather", "A Sunday Kind of Love" y "I Just Want to Make Love to You". Aunque su lanzamiento inicial fue en 1960, en 1987 el álbum fue lanzado por primera vez bajo el sello discográfico MCA / Chess, y luego remasterizado digitalmente y reeditado en disco compacto en 1999 con cuatro pistas extra a dúo interpretadas con Harvey Fuqua: "My Heart Cries", "Spoonful", "It's a Crying Shame" y "If I Can't Have You".

## Versiones
La canción principal de At Last! ha sido versionada por artistas como Stevie Wonder, Beyoncé, Leela James, Cyndi Lauper, Randy Crawford, Celine Dion, Connie Wilson o Christina Aguilera. Otra canción del álbum, "All I Could Do Was Cry", ha sido versionada por Beyoncé y Gladys Knight & The Pips.

## Recepción de la crítica
Desde su lanzamiento, At Last! ha sido elogiado por muchos críticos musicales. Stephen Cook de AllMusic le dio al álbum cinco de cinco estrellas y, sobre James, escribió, "uno escucha a la cantante en su apogeo en un programa variado y oscilante de estándares de blues, R&B y jazz". Cook también elogió el material que se grabó para el álbum, diciendo que At Last! tenía "material fuerte en todas partes". También continuó diciendo que la voz de James "maneja con destreza estándares del jazz como "Stormy Weather" y "A Sunday Kind of Love", así como el clásico de blues de Willie Dixon "I Just Want to Make Love to You". James demuestra su gran facilidad en la canción que da título al álbum en particular, ya que se mueve fácilmente de los poderosos gritos de blues a una frase más sutil y aireada; su gruñido de chica mala inspirado en Ruth Brown sólo añade todavía más intensidad.
El escritor de Rolling Stone exclamó: "James se ha convertido en una intérprete ardiente en este fascinante LP". 

## Ventas
At Last! alcanzó el número 12 en la lista Billboard de los álbumes de catálogo más vendidos. De los sencillos del álbum "At Last", "All I Could Do Was Cry", "Trust Me" y "My Dearest Darling" subieron a los puestos 2, 2, 4 y 5, respectivamente, en la lista Billboard Hot R&B Songs. Como single, "At Last" también fue disco de oro por la RIAA.

## Listado de canciones
Cara A
1. "Anything to Say You're Mine" (Sonny Thompson) – 2:37
2. "My Dearest Darling" (Edwin "Eddie Bo" Bocage, Paul Gayten) – 3:05
3. "Trust in Me" (Milton Ager, Jean Schwartz, Ned Wever) – 3:01
4. "A Sunday Kind of Love" (Louis Prima, Barbara Belle, Anita Leonard, Stan Rhodes) – 3:18
5. "Tough Mary" (Etta James, Joe Josea) – 2:27

Cara B
1. "I Just Want to Make Love to You" (Willie Dixon) – 3:08
2. "At Last" (Mack Gordon, Harry Warren) – 3:02
3. "All I Could Do Was Cry" (Billy Davis, Gwen Fuqua, Berry Gordy) – 2:58
4. "Stormy Weather" (Harold Arlen, Ted Koehler) – 3:10
5. "Girl of My Dreams" (Charles "Sunny" Clapp) – 2:25

Pistas extra de la reedición del CD de 1999
Todas las canciones grabadas a dúo con Harvey Fuqua
1. "My Heart Cries" (Fuqua, Etta James) – 2:36
2. "Spoonful" (Dixon) – 2:50
3. "It's a Crying Shame" (Fuqua, James) – 2:54
4. "If I Can't Have You" (Fuqua, James) – 2:50

## Personal
- Etta James - voz
- Harvey Fuqua - voz
- Leonard Chess - productor
- Phil Chess - productor
- Riley Hampton - arreglista, director
- Don Kamerer - notas del álbum[1]

## Listas
| Año  | Lista               | Puesto alcanzado |
| ---- | ------------------- | ---------------- |
| 1961 | Álbumes de Catálogo | 12               |

| Año  | Single                   | Lista       | Puesto alcanzado |
| ---- | ------------------------ | ----------- | ---------------- |
| 1960 | "All I Could Do Was Cry" | Singles R&B | 2                |
| 1960 | "All I Could Do Was Cry" | Singles Pop | 33               |
| 1960 | "My Dearest Darling"     | Singles R&B | 5                |
| 1960 | "My Dearest Darling"     | Singles Pop | 34               |
| 1961 | "At Last"                | Singles R&B | 2                |
| 1961 | "At Last"                | Singles Pop | 47               |
| 1961 | "Trust in Me"            | Singles R&B | 4                |
| 1961 | "Trust in Me"            | Singles Pop | 30               |